# شهرستان ارژانتوی
شهرستان ارژانتوی (به انگلیسی: Argenteuil Regional County Municipality) یک منطقهٔ مسکونی در کانادا است که در ناحیه لورانتید واقع شده‌است. شهرستان ارژانتوی ۱٬۳۰۶٫۶۰ کیلومتر مربع مساحت و ۳۲٬۱۱۷ نفر جمعیت دارد.